# Домб'є (Малопольське воєводство)
Домб'є (пол. Dąbie) — село в Польщі, у гміні Рацеховиці Мисленицького повіту Малопольського воєводства.
Населення — 321 особа (2011).
У 1975-1998 роках село належало до Краківського воєводства.

## Демографія
Демографічна структура станом на 31 березня 2011 року:
|          | Загалом | Допрацездатний вік | Працездатний вік | Постпрацездатний вік |
| -------- | ------- | ------------------ | ---------------- | -------------------- |
| Чоловіки | 168     | 42                 | 114              | 12                   |
| Жінки    | 153     | 39                 | 91               | 23                   |
| Разом    | 321     | 81                 | 205              | 35                   |